# Мецнер, Карл-Хайнц
Карл-Хайнц Ме́цнер (нем. Karl-Heinz Metzner; 9 января 1923 — 25 октября 1994) — немецкий футболист, полузащитник сборной ФРГ, чемпион мира 1954 года.

## Биография
Мецнер начал заниматься футболом в возрасте 9 лет в юношеской академии клуба «Туспо 89/09» из Кирхдитмольда-Касселя. В 1938 году стал игроком команды «Боруссия» (Фульда). В 1940 году Карла-Хайнца даже привлекли в тренировочный лагерь сборной Германии. Однако дальнейшему развитию карьеры помешала Вторая мировая война, в ходе которой он получил серьёзную травму правой руки.
После окончания войны, Карл-Хайнц решил выучиться на архитектора. Его чертежи использовались для строительства некоторых федеральных автобанов.
В 1949 году Мецнер всё же вернулся в футбол, в команду «Гессен-Кассель», в которой играл до самого конца карьеры в 1961 году. Мецнер стал единственным игроком этого клуба, который вызывался в национальную сборную ФРГ.
В 1952—1953 годах провёл два матча за сборную ФРГ. Дебютировал в товарищеском матче против Испании в Мадриде. В 1953—1954 годах провёл ещё две игры за вторую сборную ФРГ. Был включён в заявку сборной ФРГ на чемпионат мира 1954 года и стал чемпионом мира, хотя не сыграл там ни одного матча. На тех позициях, где мог бы сыграть Мецнер, была слишком высокая конкуренция — с халф-бэками Хорстом Эккелем и Карлом Маем и инсайд-форвардами Максом Морлоком и Фрицем Вальтером соперничать было крайне сложно.
Завершил карьеру Карл-Хайнц Мецнер 5 августа 1961 года. Тогда в товарищеской игре в Белграде «Гессен-Кассель» сыграл с «Радничками».
Награждён золотой медалью города Кассель. Был женат с 1948 года, с будущей женой Брунгильдой познакомился в 1946 году. У них была дочь Илона.
Мецнер умер 25 октября 1994 года от инфаркта.

## Достижения
- Чемпион мира: 1954